# فيليكس شروتر
فيليكس شروتر (بالألمانية: Felix Schröter)‏ هو لاعب كرة قدم ألماني، ولد في 23 يناير 1996 في أولم في ألمانيا. لعب مع شالكه 04 ونادي هايدنهايم.

## وصلات خارجية
- فيليكس شروتر على موقع الاتحاد الأوربي (الإنجليزية)
- فيليكس شروتر على موقع اتحاد النرويج (النرويجية)
- فيليكس شروتر على موقع قاعدة بيانات كرة القدم.إي يو (الإنجليزية)
- فيليكس شروتر على موقع Soccerway.com (الإنجليزية)
- فيليكس شروتر على موقع عالم كرة القدم.نت (الإنجليزية)